# بلايند جيمس كامبل
بلايند جيمس كامبل (بالإنجليزية: Blind James Campbell) هو مغني وعازف قيثارة أمريكي، ولد في 17 سبتمبر 1906، وتوفي في 22 يناير 1981.